# عواء (فلم 2015)
عواء (بالإنجليزية: Howl) هو فيلم رعب تم إنتاجه في المملكة المتحدة وصدر سنة 2015، من بطولة إد سبيليرز وهولي وستون.

## القصة
تدور أحداث الفيلم حول مجموعة من ركاب أحد القطارات من مختلف الأعمار والثقافات، والذين تتم مهاجمتهم بواسطة أحد المخلوقات الغريبة، فيقرّرون الاتحاد مع بعضهم لمواجهة هذا المخلوق الخطير والتخلص منه.

## وصلات خارجية
- مقالات تستعمل روابط فنية بلا صلة مع ويكي بيانات
- عواء على IMDb
- عواء على Rotten Tomatos